# ماثياس غريف
ماثياس غريف (بالدنماركية: Mathias Greve)‏ هو لاعب كرة قدم دنماركي، ولد في 11 فبراير 1995 في الدنمارك في مملكة الدنمارك. شارك مع منتخب الدنمارك تحت 19 سنة لكرة القدم ومنتخب الدنمارك تحت 21 سنة لكرة القدم. أما مع النوادي، فقد لعب مع نادي أودنسه.

## وصلات خارجية
- ماثياس غريف على موقع قاعدة بيانات كرة القدم.إي يو (الإنجليزية)
- ماثياس غريف على موقع Soccerway.com (الإنجليزية)
- ماثياس غريف على موقع عالم كرة القدم.نت (الإنجليزية)